# Alice Goodwin
Alice Goodwin este un model glamour britanic din Stoke-on-Trent, Anglia.
Alice Goodwin a absolvit Universitatea Keele înainte de a fi descoperită de căutăroii de talente de la Daily Star pe o plajă din Bournemouth. Pe lângă aparițiile din Daily Star, ea a mai apărut în diverse reviste pentru bărbați, printre care Zoo Weekly, Nuts și Maxim. În 2009, ea a fost votată ”cea mai hot fată a anului din Zoo Weekly”.